# デリパンダ〜おしゃべりデリ坊、東京ド真ん中配達中〜
『デリパンダ〜おしゃべりデリ坊、東京ド真ん中配達中〜』は、テレビ東京の広報番組「Eネ!」枠内で、2008年7月6日から毎週日曜深夜26:30～26:40（毎週月曜日未明02:30~02:40）に放送されていたテレビドラマ。同年9月21日放送終了。

## 概要
シャシャミン書き下ろしのエッセイ集『おしゃべりデリ坊、東京ド真ん中配達中』が原案。出演者・スタッフともに『30minutes』『30minutes鬼』と共通している。
KDDIの動画サービス「LISMO Video Store」でも放送終了後の月曜日に順次配信され視聴可能。第1話のみ無料配信（再生期限は72時間）

## キャスト

### レギュラー
- ベテラン店員：日村勇紀（バナナマン）
- 店員：設楽統（バナナマン）
- 店員：小木博明（おぎやはぎ）
- 店員：矢作兼（おぎやはぎ）
- 新人店員：荒川良々

### ゲスト
第1話
- 鈴木砂羽
- 小松和重

第2話
- 山崎裕太
- 浜野謙太（SAKEROCK）
- 小林きな子
- 望月みさ
- 三浦俊輔

第3話
- 玄覺悠子
- 佐野史郎
- B.T.REO
- HOLY
- メイヨー

第4話
- 掟ポルシェ

第5話
第6話
- 伊藤正之
- 志賀廣太郎

第7話
- 林弓束
- 山岸拓生
- 溜口佑太朗（ラブレターズ）
- 上原美優
- 松林菜々見
- 丸居沙矢香

第8話
- 角田晃広（東京03）

第9話
- 野間口徹
- 植木夏十
- 堺沢隆史
- たけC
- ダンディ坂野

第10話
- 遠藤憲一
- 神谷幸弘（ミサイル）
- 立花美実
- 横山悠葵
- 高橋和喜

第11話
- 高橋真唯
- ヴィヴィアン佐藤
- 白石みき
- 篠原友希子

第12話
- ARATA

## サブタイトル
| 各話    | 放送日        | サブタイトル              | デリ坊          |
| ------- | ------------- | ------------------------- | --------------- |
| Deli.1  | 2008年7月6日  | 別々会計の女              | 荒川良々        |
| Deli.2  | 2008年7月13日 | 大学生な男                | 設楽統          |
| Deli.3  | 2008年7月20日 | 公民館の男たち カントな男 | おぎやはぎ      |
| Deli.4  | 2008年7月27日 | 全裸の客                  | 日村勇紀        |
| Deli.5  | 2008年8月3日  | 静かな常連                | 荒川良々        |
| Deli.6  | 2008年8月10日 | 定食屋の親子              | 設楽統          |
| Deli.7  | 2008年8月17日 | 撮影スタジオの女たち      | 小木博明        |
| Deli.8  | 2008年8月24日 | 公園の男                  | 設楽統          |
| Deli.9  | 2008年8月31日 | 編集スタジオの客          | 荒川良々        |
| Deli.10 | 2008年9月7日  | 胸騒ぎの連中              | 荒川良々 設楽統 |
| Deli.11 | 2008年9月14日 | ムーディーな女 笑う受付嬢 |                 |
| Deli.12 | 2008年9月21日 | やってきた新人            |                 |

## スタッフ
- 原作：シャシャミン『おしゃべりデリ坊、東京ド真ん中配達中』
- 脚本：オークラ×からしま＋おおね
- 演出：大根仁
- 音楽：TUCKER、シンコ（スチャダラパー）
- プロデューサー：五箇公貴
- 製作・著作：デリパンダ製作委員会
- 製作協力：オフィスクレッシェンド

## DVD
| タイトル                                                  | 発売日         | 発売元                     |
| --------------------------------------------------------- | -------------- | -------------------------- |
| デリパンダ〜おしゃべりデリ坊、東京ド真ん中配達中〜Vol.1   | 2008年10月24日 | ビクターエンタテインメント |
| デリパンダ〜おしゃべりデリ坊、東京ド真ん中配達中〜Vol.2   | 2008年10月24日 | ビクターエンタテインメント |
| デリパンダ〜おしゃべりデリ坊、東京ド真ん中配達中〜DVD-BOX | 2008年10月24日 | ビクターエンタテインメント |